# Qualificazioni al campionato mondiale di calcio 2026 - UEFA - Fase a gironi, gruppo F

## Classifica
| Pos. | Squadra    | Pt | G | V | N | P | GF | GS | DR |
| ---- | ---------- | -- | - | - | - | - | -- | -- | -- |
| 1.   | Portogallo | 0  | 0 | 0 | 0 | 0 | 0  | 0  | 0  |
| 2.   | Ungheria   | 0  | 0 | 0 | 0 | 0 | 0  | 0  | 0  |
| 3.   | Irlanda    | 0  | 0 | 0 | 0 | 0 | 0  | 0  | 0  |
| 4.   | Armenia    | 0  | 0 | 0 | 0 | 0 | 0  | 0  | 0  |

## Risultati

### 1ª giornata
| Erevan 6 settembre 2025, ore 18:00 CEST | Armenia | – referto | Portogallo | Stadio repubblicano Vazgen Sargsyan |

| Dublino 6 settembre 2025, ore 20:45 CEST | Irlanda | – referto | Ungheria | Aviva Stadium |

### 2ª giornata
| Erevan 9 settembre 2025, ore 18:00 CEST | Armenia | – referto | Irlanda | Stadio repubblicano Vazgen Sargsyan |

| Budapest 9 settembre 2025, ore 20:45 CEST | Ungheria | – referto | Portogallo | Puskás Aréna |

### 3ª giornata
| 11 ottobre 2025, ore 18:00 CEST | Ungheria | – referto | Armenia |  |

| 11 ottobre 2025, ore 20:45 CEST | Portogallo | – referto | Irlanda |  |

### 4ª giornata
| 14 ottobre 2025, ore 20:45 CEST | Irlanda | – referto | Armenia |  |

| 14 ottobre 2025, ore 20:45 CEST | Portogallo | – referto | Ungheria |  |

### 5ª giornata
| 13 novembre 2025, ore 18:00 CET | Armenia | – referto | Ungheria |  |

| 13 novembre 2025, ore 20:45 CET | Irlanda | – referto | Portogallo |  |

### 6ª giornata
| 16 novembre 2025, ore 15:00 CET | Ungheria | – referto | Irlanda |  |

| 16 novembre 2025, ore 15:00 CET | Portogallo | – referto | Armenia |  |